# Saurita astyoche
Saurita astyoche är en fjärilsart som beskrevs av Charles Andreas Geyer 1832. Saurita astyoche ingår i släktet Saurita och familjen björnspinnare. Inga underarter finns listade.